# Minute by Minute
Minute by Minute — восьмой студийный альбом американской рок-группы The Doobie Brothers, выпущенный 1 декабря 1978 года компанией Warner Bros. Records. Альбом содержал композицию «What a Fool Believes», написанную Майклом Макдональдом и Кенни Логгинсом, которая стала главным хитом группы. К ноябрю 1984 года было продано более 3 миллионов экземпляров, что позволило альбому получить от Американской ассоциации звукозаписывающих компаний статус трижды мультиплатинового. Альбом стал последним, в записи которого участвовали Джефф Бакстер и Джон Хартман, которые покинули группу в начале 1979 года.

## Список композиций
| №  | Название                         | Автор(ы)                                         | Длительность |
| -- | -------------------------------- | ------------------------------------------------ | ------------ |
| 1. | «Here to Love You»               | Майкл Макдональд                                 | 3:58         |
| 2. | «What a Fool Believes»           | Майкл Макдональд Кенни Логгинс                   | 3:41         |
| 3. | «Minute by Minute»               | Майкл Макдональд Лестер Абрамс [англ.]           | 3:26         |
| 4. | «Dependin’ on You»               | Майкл Макдональд Патрик Симмонс [англ.]          | 3:44         |
| 5. | «Don’t Stop to Watch the Wheels» | Патрик Симмонс Джефф Бакстер [англ.] Майкл Эберт | 3:26         |

| №                   | Название                    | Автор(ы)                                                | Длительность |
| ------------------- | --------------------------- | ------------------------------------------------------- | ------------ |
| 1.                  | «Open Your Eyes»            | Майкл Макдональд Лестер Абрамс Патрик Хендерсон [англ.] | 3:18         |
| 2.                  | «Sweet Feelin’»             | Патрик Симмонс Тед Темплман [англ.]                     | 2:41         |
| 3.                  | «Steamer Lane Breakdown»    | Патрик Симмонс                                          | 3:24         |
| 4.                  | «You Never Change»          | Патрик Симмонс                                          | 3:26         |
| 5.                  | «How Do the Fools Survive?» | Майкл Макдональд Кэрол Байер-Сейджер                    | 5:12         |
| Общая длительность: | Общая длительность:         | Общая длительность:                                     | 36:16        |

## Участники записи
Приведены по сведениям базы данных Discogs.
The Doobie Brothers:
- Патрик Симмонс[англ.] — гитара, ритм-гитара, вокал, бэк-вокал
- Джон Хартман[англ.] — ударные
- Тиран Портер[англ.] — бас-гитара, бэк-вокал
- Кит Кнудсен[англ.] — ударные, бэк-вокал
- Джефф Бакстер[англ.] — гитара, ритм-гитара
- Майкл Макдональд — клавишные, вокал, бэк-вокал

| Приглашённые музыканты: - Тед Темплман — ударные (в песне «What a Fool Believes»), дополнительная перкуссия - Бобби Лакайнд — конги, бэк-вокал - Том Джонстон — бэк-вокал (в песне «Don’t Stop to Watch the Wheels») - Николетт Ларсон — дуэтный вокал (в песне «Sweet Feelin’»), бэк-вокал (в песне «Dependin’ on You») - Розмари Батлер — бэк-вокал (в песнях «Here to Love You» и «Dependin’ on You») - Нортон Буффало — губная гармоника (в песнях «Don’t Stop to Watch the Wheels» и «Steamer Lane Breakdown») - Херб Педерсен — банджо (в песне «Steamer Lane Breakdown») - Байрон Берлайн — народная скрипка (в песне «Steamer Lane Breakdown») - Лестер Абрамс — электрическое фортепиано (в песне «How Do the Fools Survive?») - Билл Пейн — синтезатор (в песнях «What a Fool Believes» и «Minute by Minute») - Нови Новог — синтезаторное соло (в песне «Open Your Eyes») - Самнер Меринг — гитара (в песне «Open Your Eyes») - Эндрю Лав — саксофон (в песнях «Here to Love You», «Dependin’ on You» и «How Do the Fools Survive?») - Бен Коли — труба (в песнях «Here to Love You», «Dependin’ on You» и «How Do the Fools Survive?») | Технический персонал: - Тед Темплман — музыкальный продюсер - Бет Наранхо — координатор - Донн Ланди — звукорежиссёр - Лойд Клиффт — дополнительный звукоинженер - Стив Малькольм — дополнительный звукоинженер - Брюс Стейнберг — художественное оформление - Дэвид Александр — фотография - Брюс Кон — менеджер |

По собственным утверждениям Майкла Джексона, который был хорошим другом для участников группы, он спел бэк-вокалы на первых трёх треках, но при этом отказался от указания своего имени среди участников записи. Вклад Джексона в запись альбома не подтверждается независимыми источниками.

## Награды и номинации
Minute by Minute стал самым успешным альбомом The Doobie Brothers, выиграв на 22-й церемонии премии «Грэмми» четыре награды, больше, чем любой другой альбом коллектива. Minute by Minute был номинирован в категории «Лучший альбом года». Композиция «What a Fool Believes» из него получила «Грэмми» как лучшая запись года, лучшая песня и лучшая аранжировка к вокалу, а титульный трек — как лучшее поп-исполнение дуэтом, группой или хором.

## Позиции в хит-парадах и сертификации
Еженедельные чарты:
| Год       | Хит-парад                                     | Высшая позиция | Пребывание в чарте |
| --------- | --------------------------------------------- | -------------- | ------------------ |
| 1978—1980 | Австралия (Kent Music Report)                 | 6              | нет данных         |
| 1978—1980 | Канада (RPM Albums Chart)                     | 1              | 33 недели          |
| 1978—1980 | Новая Зеландия (New Zealand Albums Chart)     | 6              | 22 недели          |
| 1978—1980 | США (Billboard Top LPs & Tape)                | 1              | 87 недель          |
| 1978—1980 | Швеция (Topplistan)                           | 46             | 2 недели           |
|           |                                               |                |                    |
| 1986      | Нидерланды (Nationale Hitparade Elpee Top 75) | 72             | 1 неделя           |

| Год  | Хит-парад                          | Позиция |  |
| ---- | ---------------------------------- | ------- |  |
| 1979 | Канада (RPM Year-End)              | 7       |  |
| 1979 | Новая Зеландия (RMNZ)              | 29      |  |
| 1979 | США (Billboard Top 100 Pop Albums) | 3       |  |
|      |                                    |         |  |
| 1980 | США (Billboard Top Popular Albums) | 93      |  |

| Регион                                                      | Сертификация  | Продажи    |
| ----------------------------------------------------------- | ------------- | ---------- |
| США (RIAA)                                                  | 3× Платиновый | 3 000 000^ |
| ^ Данные о тиражах приведены только на основе сертификации. |               |            |